# Эсси, Амара
Амара Эсси (фр. Essy Amara; 20 декабря 1944, Буаке, Берег Слоновой Кости, заморская территория Франции — 8 апреля 2025, Абиджан) — политический, государственный и дипломатический деятель Кот-д’Ивуара. Президент 49-й сессии Генеральной Ассамблеи ООН. Министр иностранных дел Кот-д’Ивуара (1990—2000). юрист. Доктор права.

## Биография
Изучал право. Начал свою профессиональную деятельность в 1970 году в качестве начальника отдела экономических отношений в управлении технического и экономического сотрудничества. Год спустя был назначен первым советником посольства Кот-д’Ивуара в Бразилии. Работал советником постоянного представительства Кот-д’Ивуара при ООН в Нью-Йорк с 1973 по 1975 год. Позже, постоянный представитель Кот-д’Ивуара в Европейском отделении ООН в Женеве и в ЮНИДО в Вене (Австрия) с октября 1975 года по сентябрь 1978 года.
С 1977 по 1978 год — президент Группы 77 в Женеве, позже был назначен чрезвычайным и полномочным послом в Швейцарии. Был постоянным представителем Кот-д’Ивуара при Организации Объединенных Наций с 1981 по 1990 год, в январе 1990 года стал президентом Совета Безопасности Организации Объединенных Наций. Одновременно был послом Кот-д’ивуара в Аргентине (1981—1983), на Кубе (1988—1990).
В 1990 году занял пост министра иностранных дел и, находясь на этой должности, занимал кресло президента 49-й сессии Генеральной Ассамблеи Организации Объединенных Наций с 1994 по 1995 год.
В феврале 1996 года был избран мэром города Куасси-Датекро (до 2000). В 1998 году получил ранг государственного министра (1998—2000), оставаясь при этом министром иностранных дел. Вместе с другими министрами в декабре 1999 года был задержан после военного переворота, но вскоре освобождён.
9 июля 2001 года был избран генеральным секретарем Организации африканского единства (ОАЕ) в Лусаке, Замбия, с задачей в течение одного года возглавить преобразование ОАЕ в Африканский союз. Занимал эту должность до 9 июля 2002 года, когда ОАЕ стала Африканским союзом, после чего был назначен временным председателем Комиссии Африканского союза.
Член Фонда глобального лидерства, который работает над поддержкой демократического лидерства, предотвращением и разрешением конфликтов посредством посредничества и продвижением надлежащего управления в форме демократических институтов, открытых рынков, прав человека и верховенства закона.
В знак признания заслуг перед страной был удостоен многочисленных наград, в том числе он является кавалером Национального ордена Республики Кот-д’Ивуар.
Умер 8 апреля 2025 года у себя дома в Абиджане в возрасте 80 лет.